# Мария Карта
Мария Карта (Силиго, 24 юни 1934 – Рим, 22 септември 1994) е италианска певица, авторка на песни и актриса.
По време на кариерата си като певица отразява много аспекти на традиционната сардинска музика, по-специално „cantu a chiterra“, популярния репертоар на „gosos“, приспивни песни и традиционното религиозно пеене (Грегорианско песнопение). Успява да актуализира традицията с модерни и лични аранжименти.